# Делавер (акведук)
41°16′56″ пн. ш. 73°40′04″ зх. д. / 41.2823° пн. ш. 73.6679° зх. д.
Делаверський акведук (англ. Delaware Aqueduct) — акведук мережі водопостачання міста Нью-Йорк. Вода прямує з водосховищ Рондаут, Кеннонсвілл, Неверсінк та Пепактон на західному березі річки Гудзон через насосну станцію Челсі, потім у водосховища Вест-Бранч, Кенсіко та Гіллвью на східному березі, закінчуючись в Йонкерсі, Нью-Йорк.
Акведук було побудовано в 1939–1945 роках і забезпечує приблизно половину водопостачання Нью-Йорка — 4 900 000 м³/день. Водогін Делавер — найдовший у світі тунель, має завширшки 4,1 м та завдовжки 137 км.
Спочатку довжина водопроводу становила 137 км, але було вирішено продовжити його до 170 км.
Акведук є продовженням Східно-Делаверського тунелю та Західно-Делаверського тунелю, які транспортують воду з водосховища Пепактон та водосховища Каннонсвілл відповідно. Вода з обох акведуків надходить у водосховище Рондаут на західному кінці водосховища. Делаверський акведук починається на східному кінці водосховища і проходить на південний схід, під річкою Гудзон. Далі вода з водогону надходить у водосховище Вест-Бранч. Акведук прямує на південь, через водосховища Кротон-Фоллз та водосховище Кросс-Рівер. Потім акведук прямує до водосховища Кенсіко та закінчується у водосховищі Гіллвью.